# Sky Bridge 721
Sky Bridge 721 —  підвісний пішохідний міст, розташований в масиві Краліцького Снєжника, на території Великої Морави, муніципалітету Нижня Морава (чеськ. Dolna Morava), в районі Усті-над-Орлиццю Пардубицького краю, Чехія. Початок мосту розташований біля готелю Сламенка (чеськ. Slaměnka) у Великій Мораві, в сідлі, під вершиною Сламніка (чеськ. Slamník), звідки простягається над Млинською впадиною з Млинським потоком до хребта Хлуму (чеськ. Chlumu). Увійшов в експлуатацію 13 травня 2022 року. Зареєстрований в Книзі рекордів Гіннеса як найдовший пішохідний підвісний міст у світі. Американський часопис Time включив його у 2022 році до 50 найцікавіших місцин у світі.

## Опис
Довжина мосту 721 метр. На момент відкриття, в травні 2022 року, він був зазначений як найдовший пішохідний підвісний міст у світі. Попередній рекорд довжини пішохідного підвісного мосту (516 м) належав мосту Arouca 516 у Португалії.

| Параметр                                     | Опис                                                |
| -------------------------------------------- | --------------------------------------------------- |
| Довжина мосту                                | 721 м                                               |
| Висота над землею (у найвищій точці)         | 95 м                                                |
| Висота над рівнем моря                       | 1135 м                                              |
| Пілони                                       | по 2 з кожного боку загальною вагою близько 54 тонн |
| Висота пілонів                               | 11,4 м                                              |
| Кількість основних несучих канатів           | 6                                                   |
| Розривне зусилля одного канату               | 360 тонн                                            |
| Кількість вітрових (стабілізаційних) канатів | 60                                                  |
| Ширина пішохідної частини                    | 1,2 м                                               |
| Тривалість будівництва                       | 09/2020 - 05/2022                                   |

## Культура
Маршрут через міст має назву освітня стежка Міст часу (чеськ. Most času), в якому використовуються елементи доповненої реальності. Створений даний маршрут у співпраці з державною компанією Lesy ČR (Лісництво Чеської Республіки) та Музеєм чехословацьких фортифікацій 1935–1938 рр. Маршрут доповнений десятьма освітніми стендами, які охоплюють теми історії, охорони навколишнього середовища та життя в навколишніх селах, а також історію життя родини з Дольньої Морави на тлі подій, які торкнулися Чехословаччини / Чехії з 1935 року дотепер.

## Критика
За словами Міхала Сервуса, директора регіонального офісу Агентства охорони природи та ландшафту Чеської Республіки (AOPK) в Оломоуці, — проєкт підвісного мосту є проблематичним з точки зору охорони природи, оскільки негативно впливає на характер пейзажу.

## Галерея

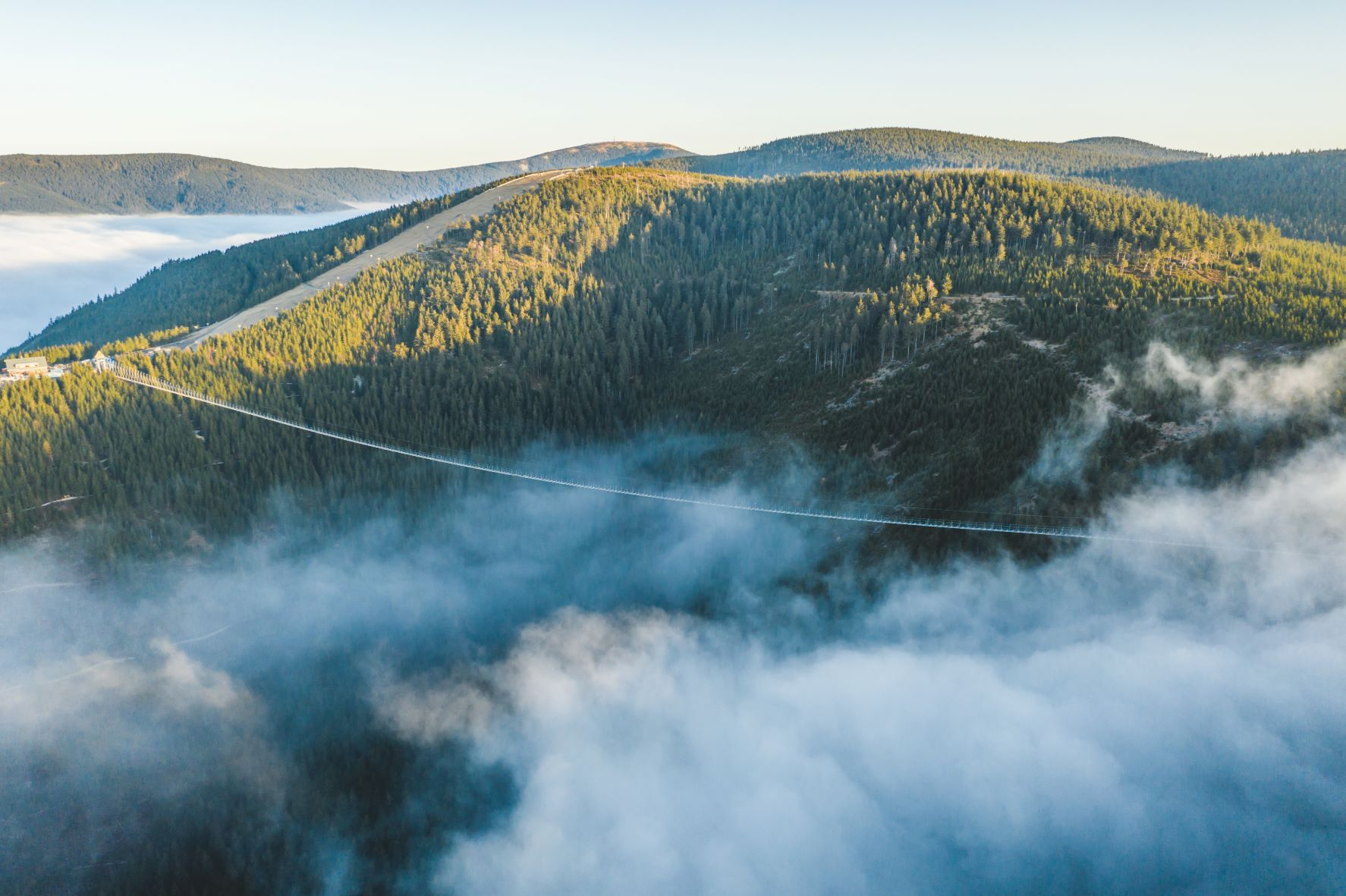
Sky Bridge 721